# 毛九華
毛九華（？—1635年），字含章，號侍六，山东莱州府掖县人，明末清初政治人物。崇祯年间为江西道监察御史，好风闻奏事，以参劾左都督毛文龙率兵入侵山东，礼部尚书温体仁刊行歌颂魏忠贤的诗集两件事而闻名，但实际上都属离奇的诬告。

## 生平
萬曆癸巳（1593年）八月十五日生。毛九华出身于掖县名门毛氏，其先世有嘉靖朝首辅毛纪，太仆寺卿毛渠等。明万历四十三年（1615年）乙卯科山東鄉試第十二名举人，四十七年（1619年）己未科三甲一百七十六名进士，工部觀政，四十八年授山西襄垣縣知縣，天啓二年（1622年）調任翼城縣，丁憂歸。天啓五年起補直隸武清縣，六年調遵化縣，崇祯元年（1628年）考选，擢为江西道御史，二年管十庫，首劾左都督毛文龙“大掠登莱”；次劾礼部尚书温体仁诗颂魏忠贤，名声大噪。崇祯三年革职。清军南下后降清，授河南道御史，巡按江宁，成为总督洪承畴的得力助手，执行剃发令甚力。后以病乞休，死后入祀乡贤祠。

## 家庭
曾祖毛宽。祖父毛宪。父毛羽伐，儒官。
毛九华无子，有一个女儿，嫁给了杨观光之子为儿媳，结为亲家。杨观光为崇祯进士，后投靠李自成，以烧毁明朝太庙而闻名。